# San Martin de Tor
San Martin de Tor (niem. St. Martin in Thurn, wł. San Martino in Badia) – miejscowość i gmina we Włoszech, w regionie Trydent-Górna Adyga, w prowincji Bolzano.
Liczba mieszkańców gminy wynosiła 1725 (dane z roku 2009). Język ladyński jest językiem ojczystym dla 97,27%, niemiecki dla 1,68%, a włoski dla 1,06% mieszkańców (2001).